# أرت غارفي
أرت غارفي (بالإنجليزية: Art Garvey)‏ هو لاعب كرة قدم أمريكية أمريكي، ولد في 20 فبراير 1900 في هوليوك في الولايات المتحدة، وتوفي في 23 سبتمبر 1973.

## وصلات خارجية
- أرت غارفي على موقع مرجع كرة القدم المحترفة.كوم (الإنجليزية)